# Lady Grey

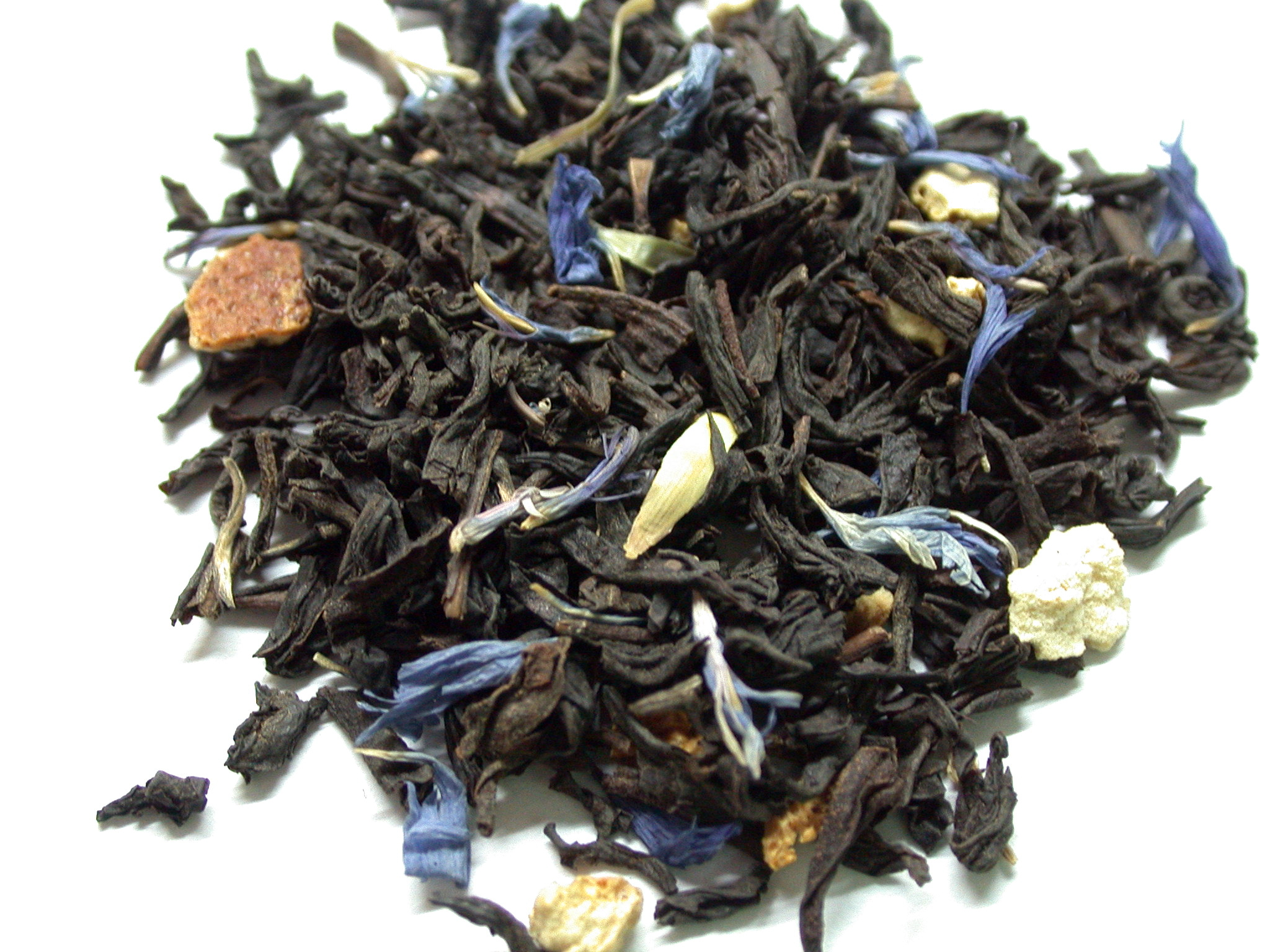
Tè Lady Grey

Il tè Lady Grey è una varietà di tè Earl Grey, ottenuta miscelando tè nero, aromatizzato con olio di bergamotto, scorza di limone e d'arancia.
La versione commercializzata da Twinings è formata da tè nero, bergamotto, arancia amara, limone e fiordaliso (Centaurea cyanus).
Il tè Lady Grey prende il nome da Mary Elizabeth Grey, moglie del primo ministro Charles Grey.